# Qwartz (centre commercial)
Pour les articles homonymes, voir Qwartz.
 (décembre 2014).
Si vous disposez d'ouvrages ou d'articles de référence ou si vous connaissez des sites web de qualité traitant du thème abordé ici, merci de compléter l'article en donnant les références utiles à sa vérifiabilité et en les liant à la section « Notes et références ».
Qwartz est un centre commercial français situé à Villeneuve-la-Garenne, dans les Hauts-de-Seine. Il est géré par Altarea Cogedim. Ouvert le 9 avril 2014, il compte alors 165 boutiques disposant de 86 000 m2 de surface commerciale répartie sur deux niveaux. Il compte également trois mille places de stationnements gratuites. Son enseigne locomotive est un hypermarché Carrefour de 12 000 m2.

## Localisation et accès
Le centre commercial se situe dans un triangle entre le quai du Moulin-de-Cage (RD 7), le boulevard Gallieni (RD 9) et la rue de la Bongarde, qui marque la limite avec Gennevilliers. Il est bordé au nord par l'autoroute A86. Précédemment le site, dite zone d'activités de la Bongarde, était partiellement occupé par quelques activités commerciales et artisanales, dont un supermarché à l'enseigne Champion et un entrepôt-magasin du Bazar de l'Hôtel de Ville fermé en 2007, mais surtout une vaste zone de terrains vagues et d'entrepôts désaffectés.

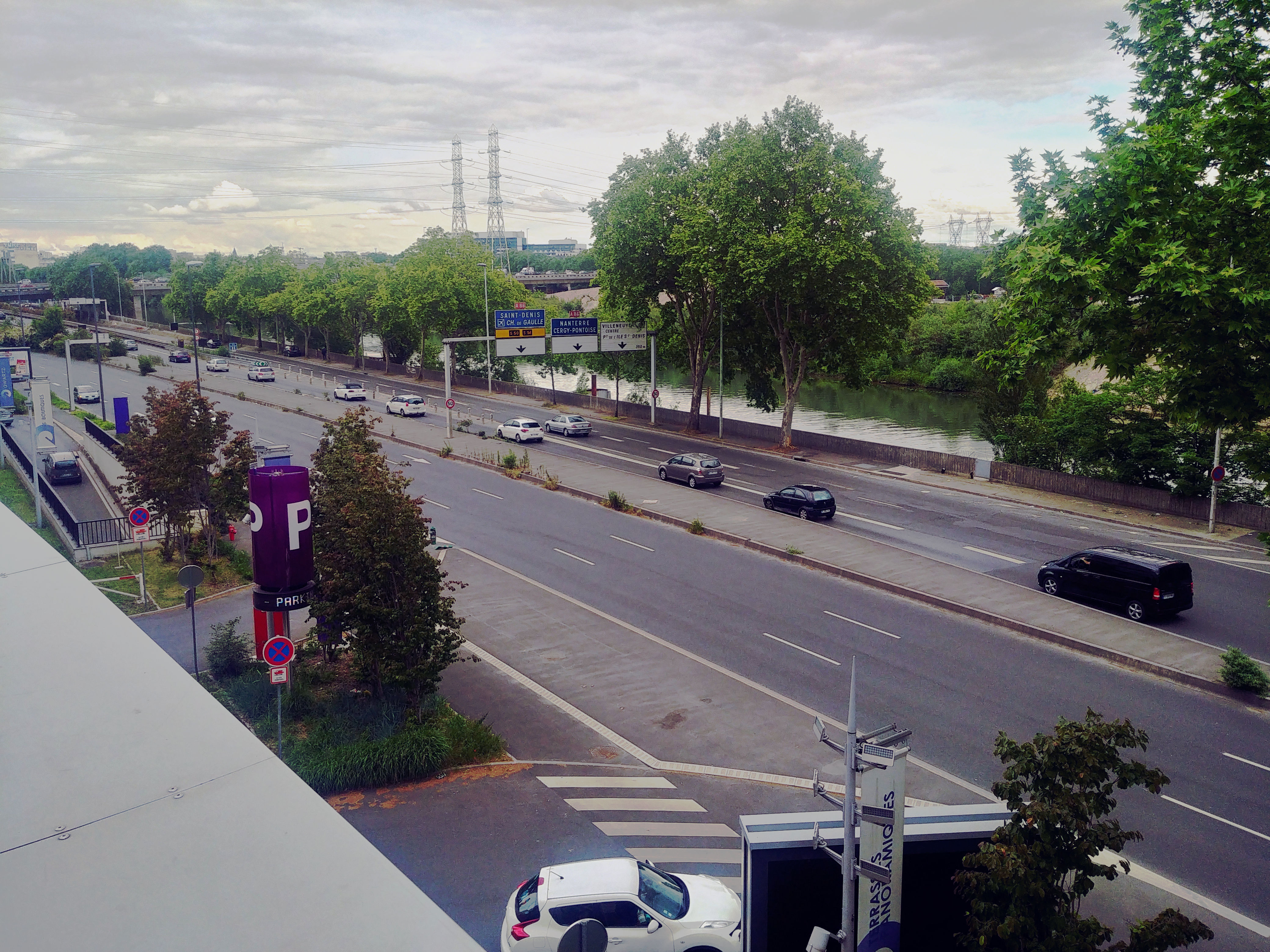
Le quai de Seine à hauteur du centre commercial.

Le centre commercial Qwartz est donc en bord de Seine et fait face à L'Île-Saint-Denis. Malgré cette proximité avec le fleuve, aucun accès n'est possible aux berges, le quai étant exclusivement routier et inaccessible aux mobilités douces.